# Middelengelsk
Middelengelsk (Middle English) er et begreb som bruges om det engelske sprog fra omkring begyndelsen af det 12. århundrede til slutningen af det 15. århundrede. Perioden begynder ca. en generation efter normannernes erobring af England, da en ny sprogform fordrev oldengelsk eller angelsaksisk, og sluttede da Chancery Standard ("kancelli-engelsk"), en variant af London-dialekten, begyndte at sprede sig. Det var særlig indførslen af trykpressen, som William Caxton stod for i 1470, som førte til at den nye standard blev spredt. Sproget udvikler sig derefter til det som kaldes tidlig nyengelsk, som holder sig til omkring 1650. 
I den angelsaksiske periode var Wessex i det vestlige England det vigtigste kulturelle og politiske centrum i landet, og oldengelsk brugte derfor sproglige normer derfra som standardformer i retskrivningen, før normannerne erobrede England. Middelengelsk anvender en meget større variation i forhold til brug af dialektformer. Dialekterne fra det østlige og nordlige England var opblandet med oldnordisk fra Danelagens tid, og middelengelsk kommer derfor til at indeholde langt flere nordiske ord end oldengelsk. Sprogforskerne har ikke fundet tegn på, at der var større dialektforskelle i talesproget i den middelengelske periode end tidligere. Dette tyder på, at Wessex begyndte at miste sin dominerende position, og at lokale skrifttraditioner tog over. I løbet af de følgende århundreder var det særlig Northumbria, London og East Anglia som udviklede sig til at blive litterære centre. Den northhumbriske udgave af middelengelsk udviklede sig i det sydøstlige Skotland til skotsk (lallans), der blev kongeriget Skotlands officielle sprog.